# (13331) 1998 SU52
(13331) 1998 SU52 è un asteroide troiano di Giove del campo greco. Scoperto nel 1998, presenta un'orbita caratterizzata da un semiasse maggiore pari a 5,078427 UA e da un'eccentricità di 0,109802, inclinata di 2,295247° rispetto all'eclittica. Ha un diametro di 17,676 km, un periodo di rotazione di 375,0 ore e un'albedo di 0,171.